# Måsholmarna
Måsholmarna är en ö i Finland. Den ligger i Finska viken och i kommunen Borgå i den ekonomiska regionen  Borgå i landskapet Nyland, i den södra delen av landet. Ön ligger omkring 56 kilometer öster om Helsingfors.
Öns area är 4,4 hektar och dess största längd är 270 meter i nord-sydlig riktning.